# Corso Vittorio Emanuele II
Pour les articles homonymes, voir Corso Vittorio Emanuele.
Le corso Vittorio Emanuele II, ou corso Vittorio Emanuele, ou corso Vittorio, est une artère centrale de Rome, percée en 1885, s'étendant entre l'église du Gesù à l'est jusqu'au Tibre à l'ouest, en croisant le Largo di Torre Argentina. L'avenue porte le nom du premier roi d'Italie, Vittorio Emanuele.
Le Corso est bordé de palais et d'églises, dont le palais Massimo alle Colonne, le palais de la Cancelleria, le palais Vidoni Caffarelli, le palais-musée Barracco, la Chiesa Nuova et l'Oratoire des Philippins.

## Galerie

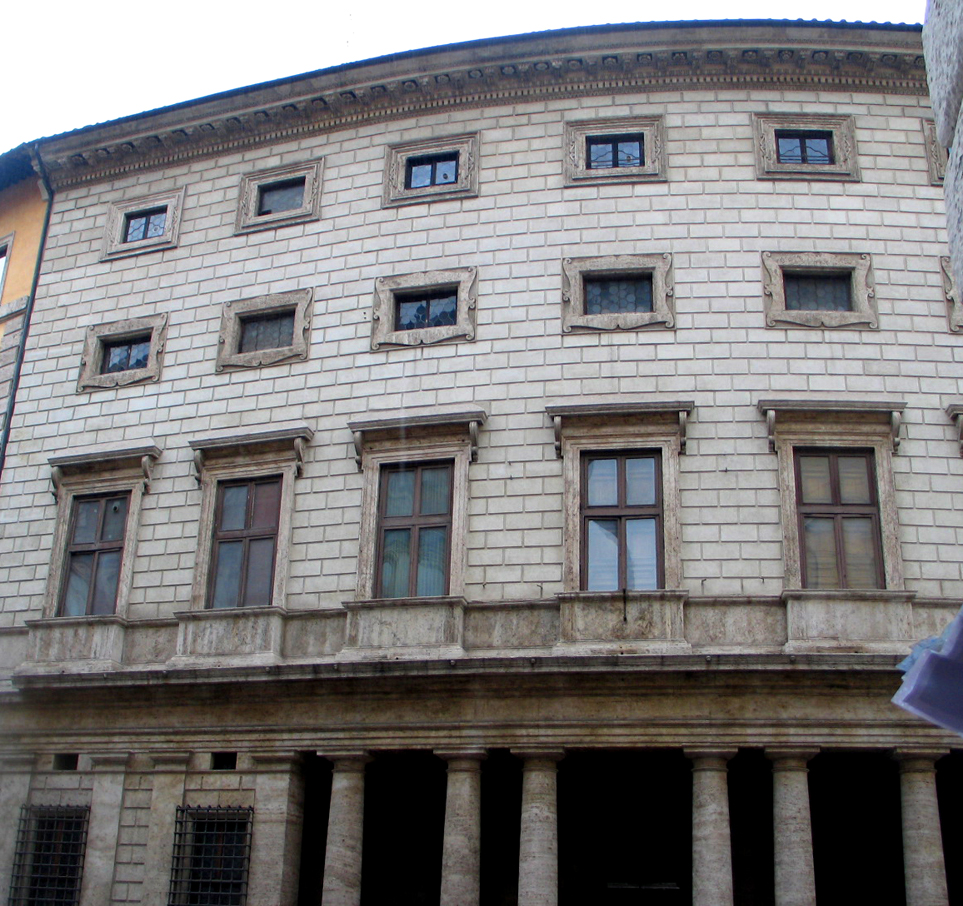
Palais Massimo alle Colonne
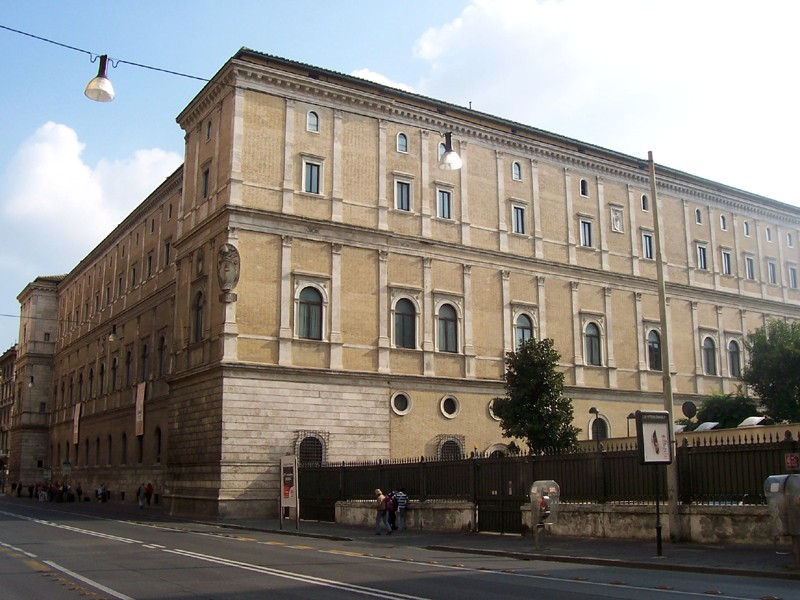
Palais de la Chancellerie
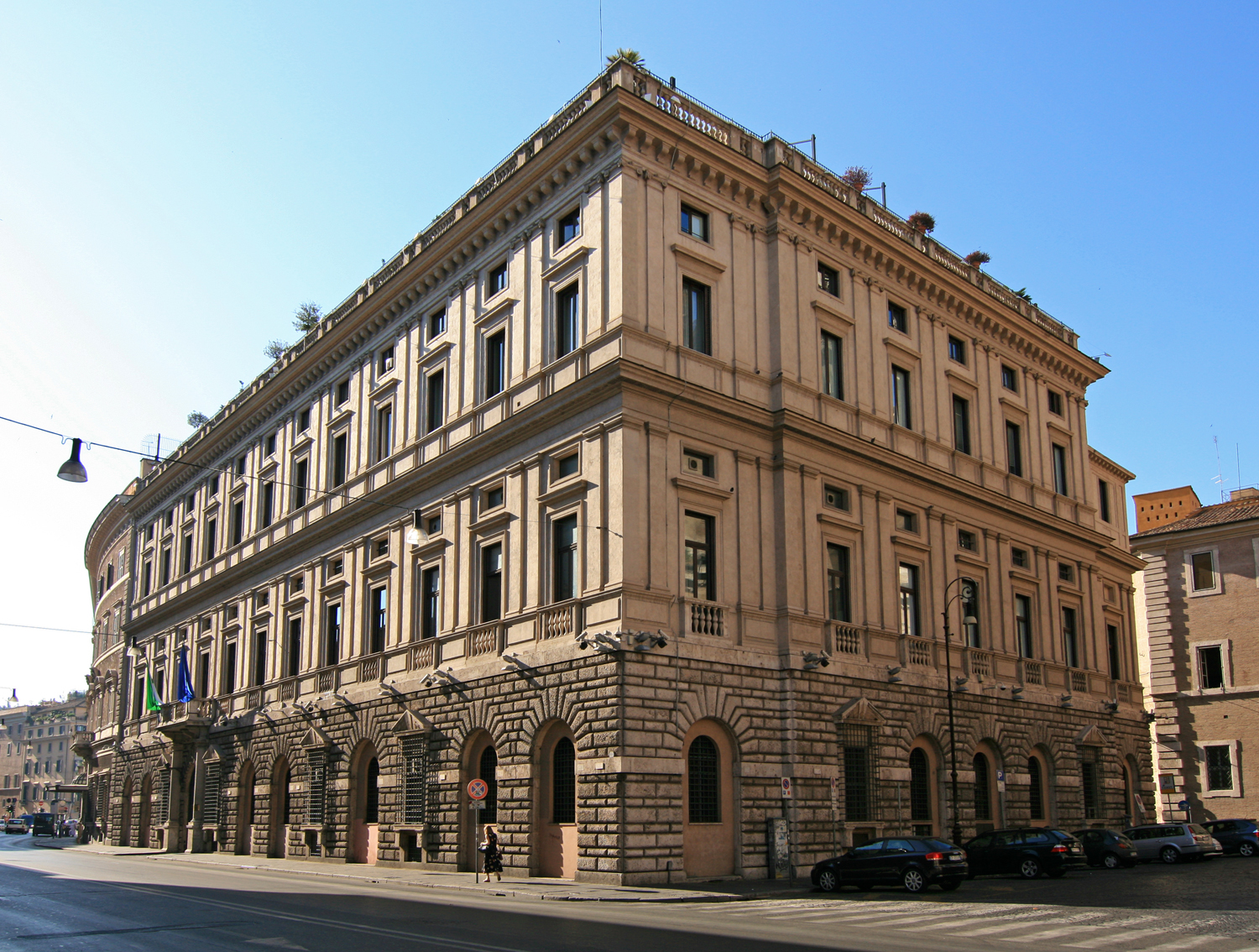
Palazzo Vidoni
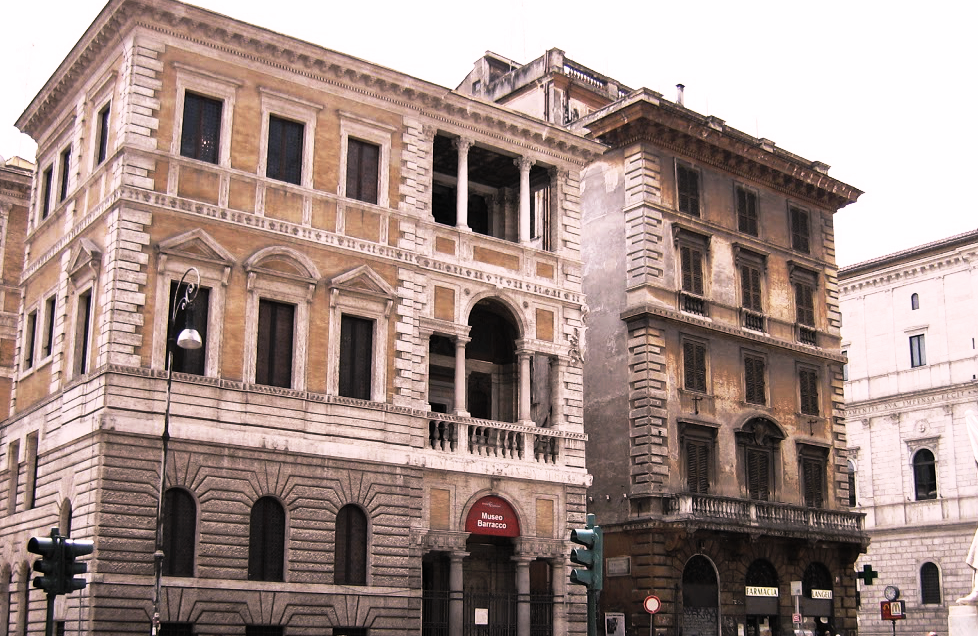
Palais Musée Barracco
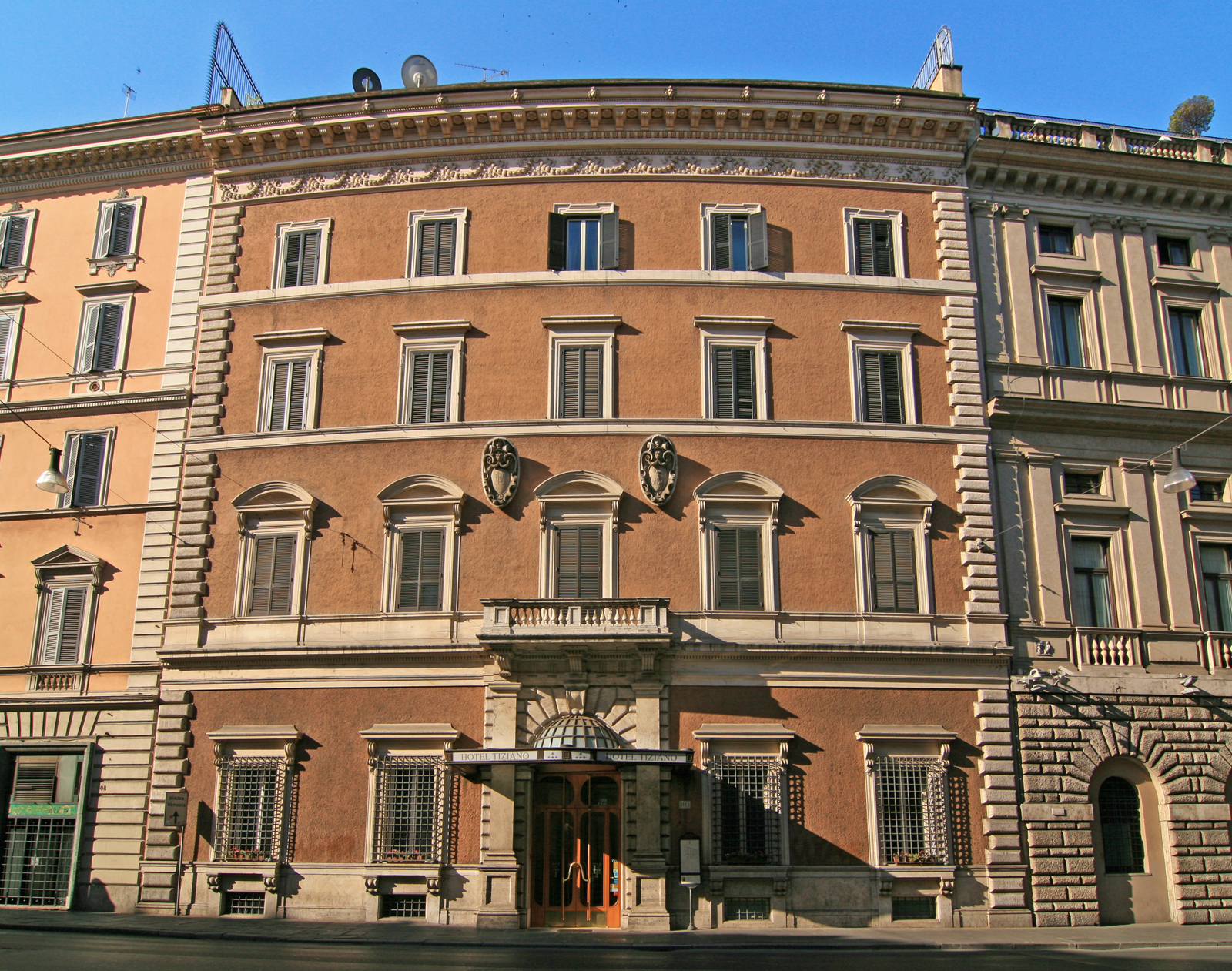
Hôtel Tiziano
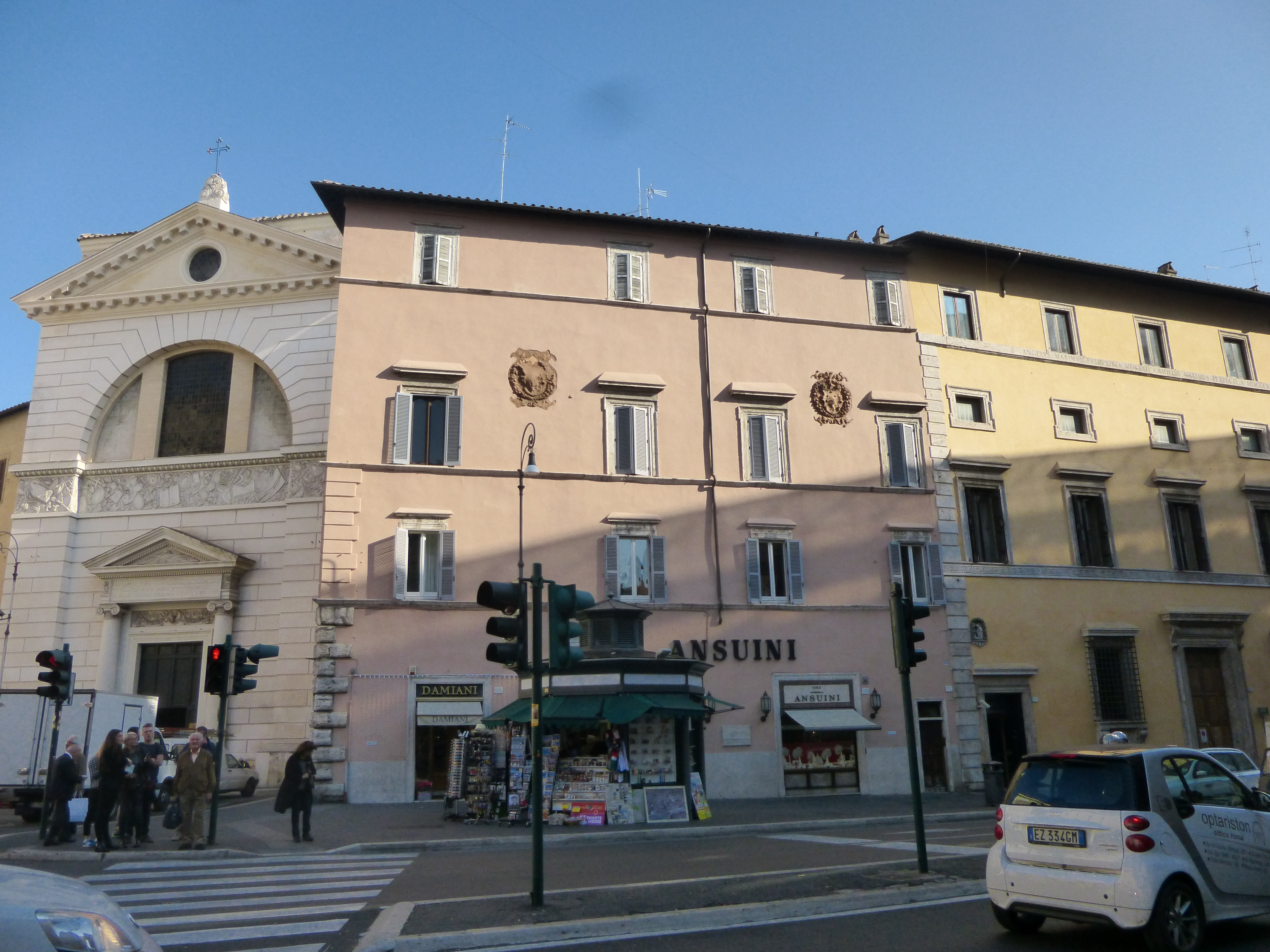
Vue avec San Pantaleon